# SN 2003M
SN 2003M – supernowa typu Ia-pec? odkryta 13 stycznia 2003 roku w galaktyce UGC 7224. W momencie odkrycia miała maksymalną jasność 17,30m.